# Helmold IV. von Plesse
Helmold IV. von Plesse (* um 1230; † nach dem 1. Januar 1268 und vor dem 24. November 1269) entstammte einem edelfreien Geschlecht aus dem Stammesherzogtum Sachsen und gehörte der "älteren Linie" derer von und zu Plesse an. Helmold IV. war Mitbesitzer der Plesse, einer Höhenburg auf den Hügeln des oberen Leinetals zwischen Northeim und Göttingen. In seine Zeit fällt die Einrichtung einer Grablege für die Familienmitglieder in der Klosterkirche zu Höckelheim. Helmold IV. unterlag in Rechtsstreitigkeiten den Klosterkirchen von Osterode und Walkenried. Den Herzögen von Braunschweig-Lüneburg hatte er ein entgeltliches Beistandsversprechen gegeben.

## Persönliche Verhältnisse
Helmold IV. von Plesse wird in keiner Urkunde als Ritter bezeichnet. Er gehörte zur „älteren Linie“ der Herren von Plesse(n). Sein Großvater war Bernhard I. von Höckelheim/Plesse, sein Vater war der Ritter Poppo von Plesse. Seine Mutter und seine Schwester hießen Mechtild. Die Quellen geben nichts darüber her, ob Helmold IV. weitere Geschwister hatte. Er wurde in den 1230er Jahren geboren, denn in Urkunden der Zeit zwischen 1240 und 1244 wird er mehrfach als Kind erwähnt. Im Jahr 1255 war Helmold IV. ungefähr fünfundzwanzig Jahre alt und noch nicht verheiratet, denn in einem Gerichtsverfahren wurde er mit „domicellus de Plesse Helmoldus“ angesprochen – die mittelalterliche Bezeichnung für einen jungen, ledigen Edelmann. Drei Jahre später wechselte er die Anrede und nannte sich nun „Helmoldus die gracia nobilis de Plesse“. Die von ihm gewählte Formulierung deutet an, dass er inzwischen geheiratet hatte. Seine Kinder ließ er auf die Namen Helmold V., Mechthild und Sophie von Plesse taufen. Helmold IV. wurde ungefähr neununddreißig Jahre alt. Er starb nach dem 1. Januar 1268, aber vor dem 24. November 1269, denn an diesem Tag erwähnte sein Vetter Gottschalk III. von Plesse ihn nur noch seligen Angedenkens – „bone memorie“.

## Grablege der Herren von Plesse in Höckelheim
In die Zeit Helmolds IV. fällt, dass im Chor der Klosterkirche und in der Kapelle darunter die Grablege der Herren von Plesse eingerichtet wurde. Neuere Forschungen haben ergeben, dass die Kapelle kaum vor dem Jahr 1266 hergerichtet war. Wo bis dahin die Angehörigen des Geschlechts der Herren von Höckelheim/Plesse beigesetzt wurden, ist nicht überliefert. Als mögliche Plätze dafür kommen in Betracht: eine Gruft unter der Kapelle auf der Burg Plesse oder eine Beisetzung in der Kirche von Höckelheim.
Religiöse, familien-traditionelle und kirchenrechtliche Argumente sprechen für eine Beisetzung in Höckelheim, denn dort stand zufolge der Kloster-Stiftungsurkunde schon vor 1247 eine Kirche. In ihr werden die Herren von Höckelheim/Plesse ihre Vorfahren grundsätzlich beigesetzt haben. Sven Lüken weist darauf hin, dass „die theologischen Vorstellungen des Mittelalters von der sozialen Verbundenheit der Lebenden und der Toten im Gedanken der … Gemeinschaft der Heiligen vielfältig zum Ausdruck“ kam und sich dies insbesondere in der Nähe von Lebensräumen und Begräbnisstätten gezeigt habe. Das gilt auch für die Übergangsgeneration, die Brüder Bernhard I. und Gottschalk I. von Höckelheim/Plesse und in noch stärkerem Maße gilt es für deren Söhne, die an Höckelheim – dem Ort der Nähe zu den Verstorbenen – so nachdrücklich zufolge der Stiftungsurkunde festhielten. Weil aber die Grablege kaum vor dem Jahr 1266 fertiggestellt war, wurden Poppo und andere Familiensöhne mit ihren Frauen wohl zunächst weiterhin in ihrer Höckelheimer Patronatskirche beigesetzt. Helmold IV. von Plesse wird bereits in der Gruft bestattet worden sein, denn er starb nach ihrer Fertigstellung.
In Höckelheim findet man heute nur noch ein bescheidenes Zeugnis, das an das Kloster und Erbbegräbnis erinnert. Es ist ein in Stein gearbeitetes Basrelief aus vorreformatorischer Zeit, das die Jungfrau Maria mit dem Christuskind darstellt; in die Umschrift des Reliefs wurde das Wappen der Herren von Plesse eingearbeitet. Weit mehr Unterlagen sind in den Archiven erhalten geblieben. Karl-Heinz Bernotat hat diese Überlieferungen gesichtet und seine Arbeit mit dem Bemerken zusammengefasst, dass "das Kloster Höckelheim bis zum Ausgang des südniedersächsischen Zweiges der Herren von Plesse gewissermaßen ein zweites Herrschaftszentrum und der Ausdruck des Selbstverständnisses des Geschlechtes gewesen ist."  Alles, was wir heute über das Kloster wissen, wurde entweder im Jahr 1580 beschrieben und skizziert oder nach den verheerenden Bränden, die 1582 und 1587 über das Kloster hergefallen sind, in Bilder-Karten anschaulich erfasst. "Eine ähnlich gut dokumentierte Adelsgrablege des späten Mittelalters oder der frühen Neuzeit gibt es im weiteren Umfeld nicht." Nach der Überlieferung aus dem Jahr 1580 befanden sich keine Grabplatten oder Epitaphe mehr in dem Erbbegräbnis, die weiter als bis in das Jahr 1369 zurückreichten. Dort, wo man damals bei der Inventur auf noch ältere Zeugnisse hätte stoßen können, waren die Gräber schon eingefallen. Nur ein Wappen-Schlussstein im gotischen Gewölbe der unterirdischen Grabkapelle erinnerte noch an die Familie.
Von der Forschung wurde die Frage gestreift, ob nicht die Peter- und Paulskapelle auf der Plesse oder der Friedhof vor der Burg womöglich bis etwa 1266 für die Beisetzung der Herren von Plesse gedient haben könnten. Das ist aus dargelegten Gründen auszuschließen. Grabungsforschungen haben zwar ergeben, dass die erste Kapelle auf der Burg bereits zwischen 1150 und 1200 bestanden hat;  Beweise für eine Gruft unter der Kapelle konnten bisher jedoch nicht vorgelegt werden. Außerdem ist kirchenrechtlich nicht zu belegen, dass es für die Burgkapelle überhaupt eine Begräbnisbefugnis gegeben hat. Daran ändert auch die Tatsache nichts, dass vor der Burg ein Friedhof lag, der urkundlich schon für das Jahr 1254 nachzuweisen ist,  denn die Beisetzungen dort können auch in die Zuständigkeit des Pfarrers der Kirche zu Eddigehausen gefallen sein.

## Belästigung von Klöstern
Es liegen zwei Urkunden vor, die der Nörtener Geistliche und Richter Sigebodo am 4. März 1255 ausfertigte.  Zufolge der Gerichtsakte ging es um ein Herausgabebegehren, das Helmold IV. gegen den Propst der Klosterkirche zu Osterode wegen des Zehnten in Eisdorf angestrengt hatte. Helmold IV. war der Meinung, dass ihm der Zehnte von Eisdorf zustünde, den der Propst in seinem Besitz hatte. Gerichtlich wurde die Sache in zwei Schritten abgearbeitet: Der Richter wies zunächst die Klage Helmolds IV. schnörkellos ab. Im zweiten Rechtsakt, wofür Sigebodo nur knapp sieben Zeilen und keine Zeugen benötigte, wurde der Klosterkirche der Zehnte in Eisdorf zugesprochen. Der Prozessakte ist nicht zu entnehmen, woraus der Zehnte in Eisdorf bestand. Wahrscheinlich unterschied er sich nicht wesentlich von ähnlichen Abgaben an Klöster oder weltliche Grundherren in anderen Orten. Beispielsweise stand den Herren von Plesse in ihren Dörfern der Feldzehnt zu, den sie in Naturalien erhielten: Hafer, Weizen, Gerste, Dinkel, Erbsen, Wicken und Bohnen. Dazu kamen der Zehnt an Hühnern, Gänsen, Schweinen und Lämmern.  Man ahnt, dass es in dem Gerichtsverfahren um keine Kleinigkeiten gegangen war. „Sibodo iudex ordinarius“ wollte mit dieser Sache zudem nicht nochmals beschäftigt werden, denn er drohte in seinem Urteil jedem – gemeint war damit natürlich Helmold IV. – mit dem Kirchenbann („excommunicationis et anathematis“), der das Kloster in seinen Besitzrechten künftig stören würde. Zweifellos kannte Helmold IV. von Plesse die kirchenrechtlichen, sozialen und wirtschaftlichen Folgen eines Kirchenbanns: Wer derart verurteilt war, bekam beispielsweise keine Sakramente und verlor das Recht auf eine kirchliche Bestattung. Nur durch Buße, Beichte und empfindliche materielle Auflagen konnte man sich vom Bann befreien. Das musste am 31. Oktober 1282 beispielsweise Gottschalk III. von Plesse erfahren, als sich bei dem Erzbischof Werner von Mainz aus einer Exkommunikation befreien wollte: die Hälfte der Burg Ziegenberg, einhundert allodiale Hufen (!) in vier Dörfern und zehn Mark Zinsen waren die Strafe. Er bekam die Besitzungen zwar als Lehen zurück, war aber fortan nicht mehr deren Eigentümer.  Eine Exkommunikation löste bis 1555 die weltliche "Reichsacht" aus, in deren Folge zumeist der wirtschaftliche und politische Ruin des Gebannten eintrat.
Im Jahr 1258 – drei Jahre nach dem Prozess in Nörten – fiel Helmold IV. in ähnlicher Weise nochmals auf. Diesmal informierte der Ritter Basilius von Windhausen (alias von Osterode) den Herzog Albrecht I. von Braunschweig-Lüneburg, dass Helmold IV. das Kloster Walkenried in unberechtigterweise belästige. Der Ritter schrieb in dieser Sache gleichfalls an die Vögte von Seesen, Göttingen und Einbeck.  Der Vorfall hat eine länger zurückreichende Vorgeschichte, die in den 1220er Jahren mit Basilus von Windhausen im Westharz beginnt:  Dort war der Ritter im Auftrag des Klosters Walkenried gewissermaßen als Aufkäufer von Liegenschaften oder Rechtstiteln an Liegenschaften tätig. Das Kloster verfolgte mit dieser Strategie das Ziel, unter der Flagge seiner "Grangie"  Immedeshausen verschiedene Bergbau- und Hüttenbetriebe in der Region einzurichten – die Wälder lieferten dazu Holz, Holzkohle, Wasser und Erze. Zu den Akquisitionen des Klosters gehörten auch Güter zwischen Gittelde und Seesen sowie die Hälfte des Waldes Pandelbach.   In diesen Besitzungen waren die Herren von Plesse bisher Vasallen der Welfen.  Die durch Basilius von Windhausen eingefädelte, notariell ausgesprochen komplizierte Transaktion endete schließlich damit, dass die Herren von Plesse für die Hergabe ihres Lehens am Forst Pandelbach einige Tauschgüter in Sultheim (Wüstung nordwestlich von Northeim) zu Lehen erhielten.  Damit war das Kloster Walkenried in den Jahren 1224/1225 durchaus rechtmäßig in den Besitz des Forstes Pandelbach gekommen. So recht einsehen wollten dies die Herren von Plesse offenbar zunächst nicht und stritten um die Sache fast dreißig Jahre lang weiter; vielleicht taten sie es, weil sie zu spät erkannten, dass sie von den finanziellen Segnungen des Hüttenwesens im Harz gänzlich abgeschnitten waren. Schließlich verzichtete Ludolf II. von Plesse 1253 gezwungenermaßen auf einem Gerichtstag zu Papenhagen auf seine vermeintlichen Besitzrechte am Forst Padelbach zugunsten des Klosters Walkenried.  Aber als wäre immer noch nicht alles abschließend geregelt, belästigte sein Vetter Helmold IV. von Plesse das Kloster nochmals im Jahr 1258 in diesen Besitzrechten, so dass die Beschwerde des Ritters Basilius von Windhausen beim Herzog Albrecht I. von Braunschweig-Lüneburg durchaus ihre Berechtigung gehabt hat.

## Ein bedingtes Beistandsversprechen
Das Burglehen verpflichtete die Herren von Plesse dem Bischof von Paderborn im Falle eines Hilfegesuchs zu dienen. Zum Beispiel erfüllte Helmold II. von Plesse im Jahr 1211 seine Lehnspflichten, indem er den Bischof Bernhard III. von Paderborn nach Livland begleitete und dort an Kämpfen gegen die heidnischen Esten teilnahm. Auf einer gänzlich anderen Rechtsgrundlage stand hingegen ein Beistandsversprechen, das Helmold IV. von Plesse am 3. April 1258 den Herzögen Albrecht I. und Johann I. von Braunschweig-Lüneburg gab. Hier ging es um eine Zusage, für die die Herzöge im Vorwege zu zahlen hatten und die an allerlei Kautelen geknüpft war.  Das in lateinischer Sprache verfasste Schriftstück beginnt – recht ungewöhnlich – wie folgt: "Helmold von Gottes Gnaden Edelmann aus dem Hause Plesse, entbietet den Lesern dieses Schriftstückes seinen Gruß und wünscht ihnen eine gute Gesinnung bei allem." Zur Sache selber äußerte sich Helmold IV. so:
"Es ist unser Wille, dass jetzt und in Zukunft stets bekannt ist, dass wir von unseren berühmten Herren, den Herzögen Albert und Johann von Braunschweig dreißig Mark Silber annehmen und dass wir versprechen, nachdem wir Treue gelobt haben, ihnen und ihren Brüdern (Otto, Bischof von Hildesheim und Konrad, Bischof von Verden) zu dienen, mit unserer Burg und unserem Leib („corpore nostro“), solange wir leben, gegen wen auch immer. Sie selbst aber und ihre Brüder müssen umgekehrt für uns einstehen und uns gegen alle verteidigen, die uns unverschuldet Schaden wollen.
Wenn dennoch die Vögte oder andere Männer von ihnen, uns oder unseren Leuten durch irgendetwas schaden oder sie bedrängen und wir ihnen jenes ersetzen müssen und sie selbst veranlassen, dass nicht gebüßt wird im Zeitraum  eines halben Jahres für das, was von uns erwidert worden ist, sind wir gemäß dem Recht, das als freundschaftlich betrachtet wird, von einem derartigen Versprechen von da ab gelöst.
Wenn aber unsere Verwandten die besagten Herren, unserer Herzöge, in irgendeiner Weise  stören oder ungerecht behandeln und ihnen trotz unserer Ermahnung nicht Genüge tun hinsichtlich des Angetanen, müssen wir die Herzöge unterstützen und ihnen gegen unsere Verwandten helfen.
Wenn die Herzöge aber aus einer Gemütslage heraus unseren Verwandten ein Unrecht antun und sie auf unsere Ermahnung hin nicht Vorsorge treffen, unseren Verwandten Genugtuung zu leisten, dann können wir ablehnen, weder den  Herren Herzögen noch unseren Verwandten beizustehen.
Wenn aber gegen die besagten Herren, unsere Herzöge, Krieg beginnt und wenn sie von uns fordern wollen, dass wir ihnen Hilfe leisten in Form von eigenständig finanzierten Truppen, die wir selbst bezahlt haben (propriis in expensis), müssen sie uns dafür soviel Geld geben, wie es uns und unseren Freunden generell passend erscheint.
In der Tat, dass dies zwischen uns, sowie es verabredet ist, auch so bleibt, wird dieses vorliegende Papier durch unsere Sigel bekräftigt. Zeugen dieser Angelegenheit sind: Luthard von Meinersen, Werner von Boldensele – die Edelleute; Truchseß Anno, Hermann von Ulsar, Heinrich, der Propst von St. Blasius in Braunschweig, Wilkin, Vogt in Göttingen, Friedrich, Vogt in Einbeck und noch viele weitere. Dies geschah in Göttingen im Jahr der Gnade 1258 zu den III. Nonen des April."
Es fällt auf, dass Helmold IV. von Plesse sein Beistandsversprechen an die Herzöge von Braunschweig ohne seine Verwandten gab. Die Gründe dafür liegen im Dunklen, aber es scheint in der Erbengemeinschaft politische Meinungsverschiedenheiten gegeben zu haben, denn Helmold IV. schloss es nicht aus, dass seine Verwandten die „Herzöge, in irgendeiner Weise stören oder ungerecht behandeln und ihnen trotz unserer Ermahnung nicht Genüge tun.“ Helmold IV. ging sogar noch weiter, denn er gedachte in einem solchen Fall nicht neutral zu bleiben, indem er erklärte: „hinsichtlich des Angetanen, müssen wir die Herzöge unterstützen und ihnen gegen unsere Verwandten helfen.“ Dieses Versprechen ist höchst bemerkenswert, denn immerhin befand sich die Burg seit 1170 im gemeinschaftlichen Besitz der Bernhard- und der Gottschalk-Linie. Zwar konzentrierten sich die Anteile der Bernhard-Linie seit den 1230er Jahren bei Poppo und seit den 1250er Jahren bei Helmold IV., aber immerhin gab es in der anderen Linie nach wie vor mehrere Verwandte als Mitbesitzer der Plesse. Deswegen handelten die Herren von Plesse auch bisher in allen Angelegenheiten ihrer Erbengemeinschaft ausnahmslos gemeinsam, entweder als Aussteller oder aber in Zeugenlisten von Urkunden. Im vorliegenden Fall war dies erstmals anders, denn Helmold IV gab seine Erklärung allein ab, so dass die versöhnliche klingende Eingangsfloskel womöglich auch an die Adresse seiner Vettern gerichtet war, denn darin entbietet er „den Lesern dieses Schriftstückes seinen Gruß und wünscht ihnen eine gute Gesinnung bei allem“.
Landesgeschichtlich ist das Beistandsversprechen ein Beispiel für jene Pfeile im Köcher, mit denen die Herzöge – nach der staatsrechtlichen Wende von 1235 – die Gegner ihrer Landesherrschaft zu beeindrucken versuchten. Der historische Zusammenhang ergibt sich durch eine Rückblende in die Zeit der welfisch-staufischen Machtkämpfe. Diese Auseinandersetzungen begannen zwischen Heinrich dem Löwen und Kaiser Friedrich I. (Barbarossa) im späten 12. Jahrhundert und endeten – diplomatisch wie militärisch – erst 1214 in der Schlacht von Bouvines, als das staufisch-französische Heer (König Philipp II. August auf Seiten König Friedrichs II.) über das welfisch-englische Aufgebot Kaiser Ottos IV. umfänglich und endgültig siegte. Fortan trug Kaiser Friedrich II. die Krone des Reiches, doch der Konflikt zwischen den beiden Dynastien schwelte noch zwanzig Jahre weiter. Erst im Jahr 1235 übertrug der Staufer dem Neffen seines verstorbenen Widersachers das Lehen des neu geschaffenen Herzogtums Braunschweig-Lüneburg.  Otto I. von Braunschweig – wegen seiner Jugend auch „das Kind“ genannt – wurde im Jahr 1235 in den Rang eines Reichsfürsten erhoben. Die Bestandteile seines Reichslehens lagen zunächst noch parzelliert zwischen Lüneburg, Braunschweig und dem Raum Göttingen. Mit Geschick und Machtinstinkt konsolidierte Otto I. seine Landesherrschaft und arrondierte den Besitz bis 1252 durch ein vielmaschiges Netzwerk aus Erwerbungen und Verträgen. Darin eingebunden waren auch immer wieder die Herren von Plesse.
Die Söhne Ottos I., die Herzöge Albrecht I und der wesentlich jüngere Johann I. von Braunschweig-Lüneburg, setzten die Politik ihres Vaters konsequent fort, wobei auch offene Rechnungen aus der staufisch-welfischen Konfliktzeit gegenüber untreuen Vasallen gelegentlich kurzerhand gleich mit beglichen wurden. Nun zahlte es sich für die Herren von Plesse aus, dass sie mit ihrer Burg im Grunde immer für die Welfen optiert hatten. Als Vasallen des Bischofs von Paderborn viel ihnen dies vergleichsweise leicht, denn von dort erreichten sie keine Verpflichtungen, die ihren Umgang mit den Welfen hätten stören können. Sie gehörten wegen dieser günstigen Rahmenbedingungen und ihres politischen Geschicks zum engeren Kreis der herzoglichen Räte und traten für die Welfen immer wieder an  – einmal sogar als bezahlte Dienstleister.  Nach der Erbteilung von 1267 wurde Herzog Albrecht I. der Landesherr mit dem Gebiet um Braunschweig, um Wolfenbüttel, den Ländereien in Calenberg und im Raum Göttingen. Das mehr abgerundete Lüneburger Land und die Stadt Hannover erhielt Herzog Johann I.